# Janor
Janor, também conhecido como Command Ridge, é o ponto mais alto de Nauru, com uma altitude de 65 metros. Próximo ao lugar passa o limite entre os distritos de Aiwo e Buada e em função de sua posição elevada, as forças armadas imperiais do Japão construíram uma fortificação no local durante a ocupação japonesa da ilha, que durou de 1942 a 1945.